# BNC-fiche
Een BNC-fiche is een document van de Nederlandse regering. De afkorting BNC staat voor Beoordeling Nieuwe Commissievoorstellen. In de BNC-fiches geeft de regering een eerste oordeel over de voorstellen van de Europese Commissie. De BNC-fiches vormen de inzet voor de Nederlandse onderhandelingen in Brussel. Na het opstellen van een BNC-fiche vindt verdere coördinatie plaats onder meer in de Coördinatie Commissie voor Europese Integratie- en Associatieproblemen (CoCo).
In 1989 werd de interdepartementale Werkgroep Beoordeling Nieuwe Commissievoorstellen ingesteld. De werkgroep komt onder voorzitterschap van het ministerie van Buitenlandse Zaken wekelijks bijeen voor het uitwisselen van informatie over nieuwe Europese voorstellen. Ook wordt in het BNC-overleg voor elk fiche de verantwoordelijke departementen aangewezen.